# Александров, Виктор Сергеевич
Виктор Сергеевич Александров (род. 14 февраля 2002, Нижний Новгород) — российский футболист, защитник клуба «Пари Нижний Новгород».

## Клубная карьера
Занимался футболом в «Нижнем Новгороде», воспитанник академии ФК «Рубин». В молодёжном первенстве в сезонах 2019/20 — 2020/21 провёл 15 матчей, забил один гол. В сезоне ЮФЛ 2019/20 — 15 игр, два гола.

### Аренда в «Валмиеру»
В январе 2021 года был отдан в аренду до конца года в латвийский клуб «Валмиера». 25 июня 2021 года в матче Высшей лиги против клуба РФС (1:2) он дебютировал за латвийскую команду, выйдя в стартовом составе. В той же игре Александров отдал голевую передачу на Ибраима Сов. 8 июля 2021 года принял участие в матче квалификации Лиги Конференций, выйдя в стартовом составе в игре против клуба «Судува» (2:1). В декабре 2021 года по завершении арендного соглашения Александров вернулся в «Рубин».

### «Пари Нижний Новгород»
15 февраля 2022 года на правах аренды до конца года с опцией выкупа Александров перешёл в «Нижний Новгород». 26 февраля 2022 года в матче чемпионата России против «Урала» (1:0) он дебютировал за новую команду, выйдя в стартовом составе.
31 августа 2022 года в матче группового этапа Кубка России против «Локомотива» (2:0) оформил дубль, тем самым забив свои дебютные голы за «Пари НН». 5 ноября 2022 года в матче чемпионата России против ЦСКА (0:1) он забил дебютный гол в РПЛ.
В декабре 2022 года «Пари НН» выкупил трансфер Александрова у «Рубина». Игрок подписал контракт с нижегородским клубом на 4 года.
22 июля 2023 года в матче чемпионата России против «Зенита» (0:2) получил прямую красную карточку, которая стала первой в карьере защитника.

## Карьера в сборной
Выступал за юношеские сборные России (до 17 лет, до 18 лет), а также за молодёжную сборную России.
21 сентября 2022 года в товарищеском матче против сборной Беларуси (до 21 года) (1:6) он дебютировал за молодёжную сборную России, выйдя в стартовом составе.
30 августа 2023 года получил вызов в сборную России (до 23 лет). Дебютировал в составе сборной 7 сентября 2023 года, выйдя с первых минут в товарищеском матче против олимпийской сборной Египта.

## Статистика
| Выступление      | Выступление      | Выступление      | Лига | Лига | Кубки | Кубки | Другие | Другие | Итого | Итого |
| Клуб             | Лига             | Сезон            | Игры | Голы | Игры  | Голы  | Игры   | Голы   | Игры  | Голы  |
| ---------------- | ---------------- | ---------------- | ---- | ---- | ----- | ----- | ------ | ------ | ----- | ----- |
| → Валмиера       | Высшая лига      | 2021             | 11   | 0    | 2     | 0     | 1      | 0      | 14    | 0     |
| → Валмиера       | Итого            | Итого            | 11   | 0    | 2     | 0     | 1      | 0      | 14    | 0     |
| Пари НН          | Премьер-лига     | → 2021/22        | 3    | 0    | 1     | 0     | —      | —      | 4     | 0     |
| Пари НН          | Премьер-лига     | → 2022/23        | 9    | 1    | 6     | 3     | 0      | 0      | 15    | 4     |
| Пари НН          | Премьер-лига     | 2022/23          | 8    | 1    | 2     | 0     | 2      | 0      | 12    | 1     |
| Пари НН          | Премьер-лига     | 2023/24          | 24   | 1    | 5     | 1     | 2      | 0      | 31    | 2     |
| Пари НН          | Премьер-лига     | 2024/25          | 8    | 0    | 3     | 0     | 0      | 0      | 11    | 0     |
| Пари НН          | Итого            | Итого            | 52   | 3    | 17    | 4     | 4      | 0      | 73    | 7     |
| Всего за карьеру | Всего за карьеру | Всего за карьеру | 63   | 3    | 19    | 4     | 5      | 0      | 87    | 7     |

1. ↑  Кубок Латвии, Кубок России.
2. ↑  Квалификация Лиги Конференций УЕФА, Стыковые матчи за право выступления в Премьер-лиге.